# Politiebureau Sloten
Politiebureau Sloten is een voormalig politiebureau gelegen aan de Sloterweg, bij het Dorpsplein, in het tot de gemeente Amsterdam behorende dorp Sloten. Het was het kleinste politiebureau van Nederland en is sinds 1980 een beschermd gemeentelijk monument.
Het politiebureautje werd gebouwd in 1866 door de tot 1921 zelfstandige gemeente Sloten. Het had slechts een kleine ruimte voor de dienstdoende veldwachter of agent en had één authentieke cel van vier vierkante meter. Door de veldwachter of agent kon hier een verdachte of overlast gevende persoon worden opgesloten voor bijvoorbeeld diefstal, of bij dronkenschap kon dan in de cel de roes worden uitgeslapen. Ook kwam het voor dat kinderen die kattenkwaad uithaalden er opvoedkundig een uurtje werden opgesloten.
Nadat de politie in 2015 het gebouwtje had verlaten wilde de gemeente het voor € 50.000 verkopen. Het politiebureautje is nog volledig intact, inclusief de naastgelegen brand- en politiemelder. Stadsherstel startte in samenwerking met de bewoners van Sloten in 2017 een crowdfunding om het gebouwtje over te kunnen nemen en te herstellen. In 2018 werd het politiebureautje in gebruik genomen als winkeltje en informatiepunt voor het dorp.

## Afbeeldingen

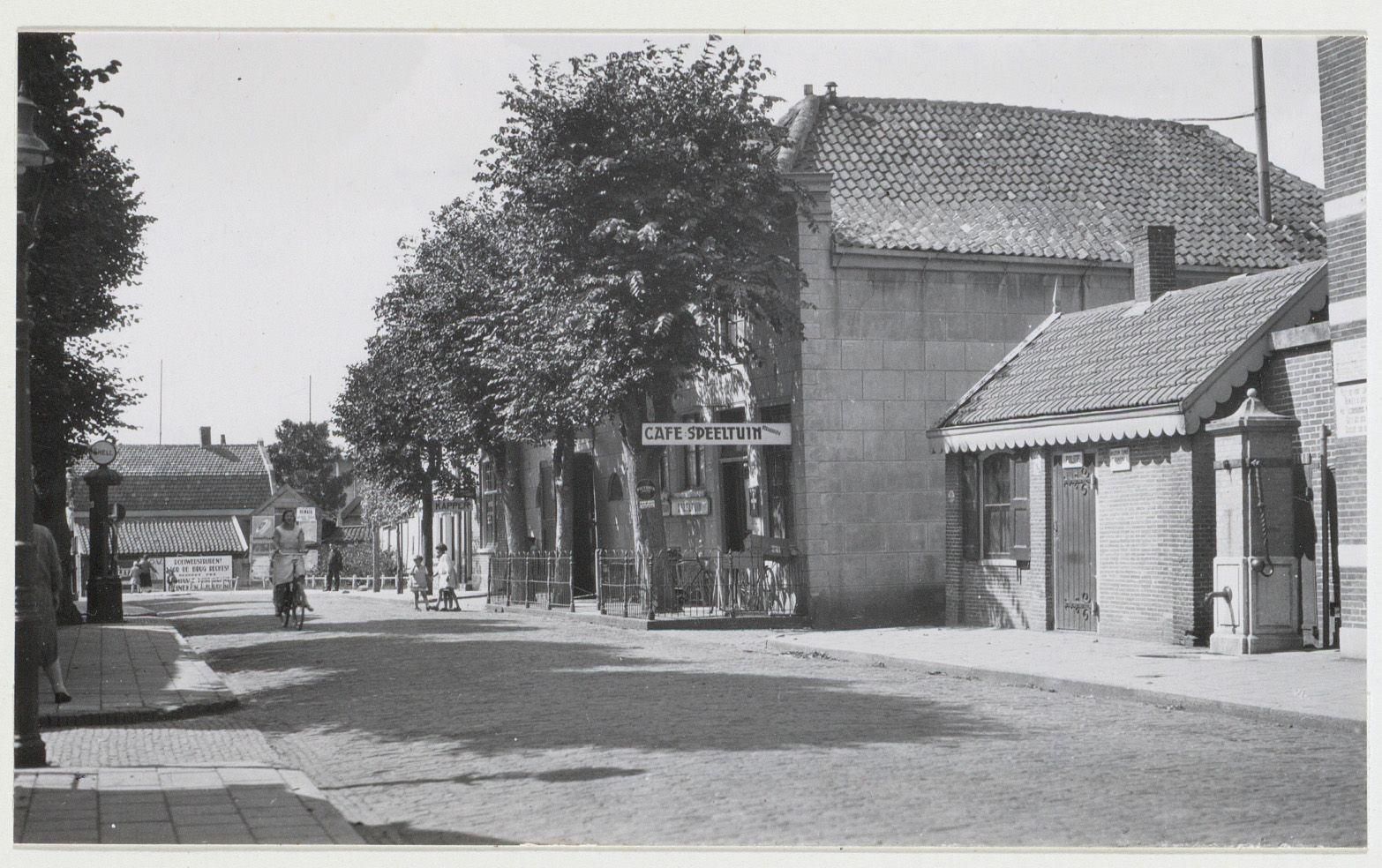
Het Politiebureautje met de rechts zichtbare dorpspomp. Links er van het in 1951 afgebroken Rechthuis van Sloten, waar zich tegenwoordig het dorpsplein bevindt; 1928. Foto: Jacobus van Eck.
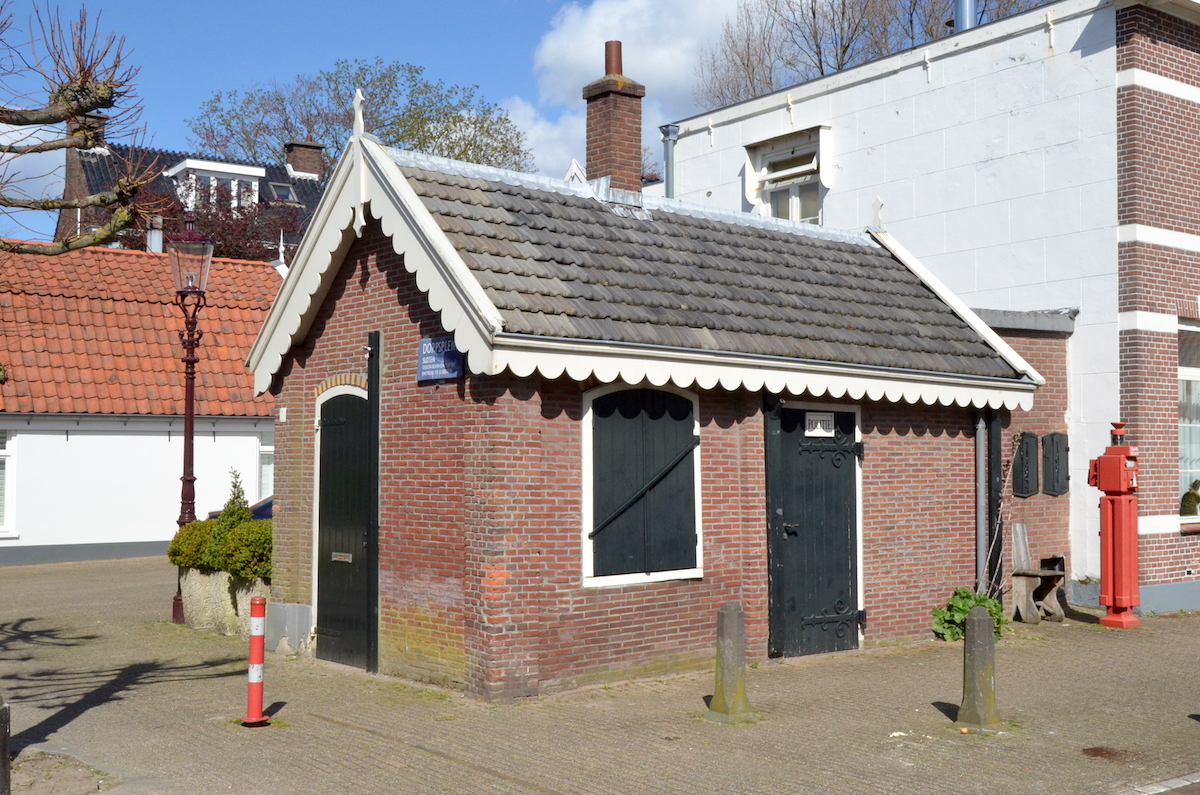
Het 'kleinste Politiebureautje van Nederland' bij het Dorpsplein van Sloten. Rechts staat een brand- en politiemelder; 19 april 2016. Foto: Erik Swierstra.